# Sambalate II
Sambalate II foi um governador de Samaria durante o Império Aquemênida. Ele governou durante o início e meio do século IV a.C. Sambalate era neto de Sambalate, o horonita, que é mencionado no Livro de Neemias e nos papiros de Elefantina. Sambalate II pode ter construído o templo samaritano no Monte Gerizim. Foi sucedido por seu filho Ananias, por volta de 354 a.C.